# گالنبرگ
گالنبرگ (به آلمانی: Galenberg) یک شهر در آلمان است که در اهرویلر واقع شده‌است. گالنبرگ ۲۱۵ نفر جمعیت دارد.